# Великиј
Великиј (рус. Великий остров) веће је острво у југозападном делу акваторије Белог мора, на крајњем северу европског континента. Налази се у беломорском Кандалашком заливу и административно припада Кандалашком рејону Мурманске области Русије.
Острво је благо издужено у правцу запад-исток у дужини од максималних 21 км, док максимална ширина не прелази 8 km. Највиша тачка острва лежи на надморској висини од 79 метара, а највиши делови су у централном делу и на северу острва. Обале су доста високе и стрме, гранитне и без вегетације, док је унутрашњост обрасла густим северним шумама. Од континенталног дела острво је одвојено уским пролазом Велика Салма (ширине око 3 км) и заливом Бабје море. У самом средишту острва налази се малено језеро Кумјажи.
Насупрот острва налази се биолошка истраживачка станица Московског државног универзитета (рус. Беломорская биологическая станция МГУ). Острво је познато орнитолошко станиште и као такво део је Кандалакшког резервата биосфере, због чега је свим бродовима забрањено да саобраћају у близини острва на раздаљини мањој од 500 метара. Острво је ненасељено.